# Városliget
Het Városliget (Stadspark) is een park in het district XIV van Boedapest. Het ligt achter het Heldenplein en Szépművészeti Múzeum ("Museum voor Beeldende Kunsten"). Het ligt tussen de Dózsa György út en de Hungaria Körút.
Het stadspark is met ongeveer 1 km² het grootste park van Pest. Het werd aangelegd in het begin van de 19e eeuw en lag destijds nog ver buiten de stadsgrenzen. Ter herdenking van het duizendjarig bestaan van Hongarije (1896) werd het uitgebreid met onder andere de Vajdahunyadburcht en het Széchenyibad.
Het gebied werd een geliefd ontspanningsoord voor alle lagen van de bevolking. Rondom het stadspark staan namelijk het restaurant Gundel, de Állatkert (dierentuin), het Nagycirkusz (circus), het Vidámpark (pretpark), het Vervoersmuseum en het Museum voor Beeldende Kunsten. In het park staan bovendien naast het Széchenyibad en de Vajdahunyadburcht ook nog het Landbouwmuseum en het standbeeld van Anonymus.

## Galerij

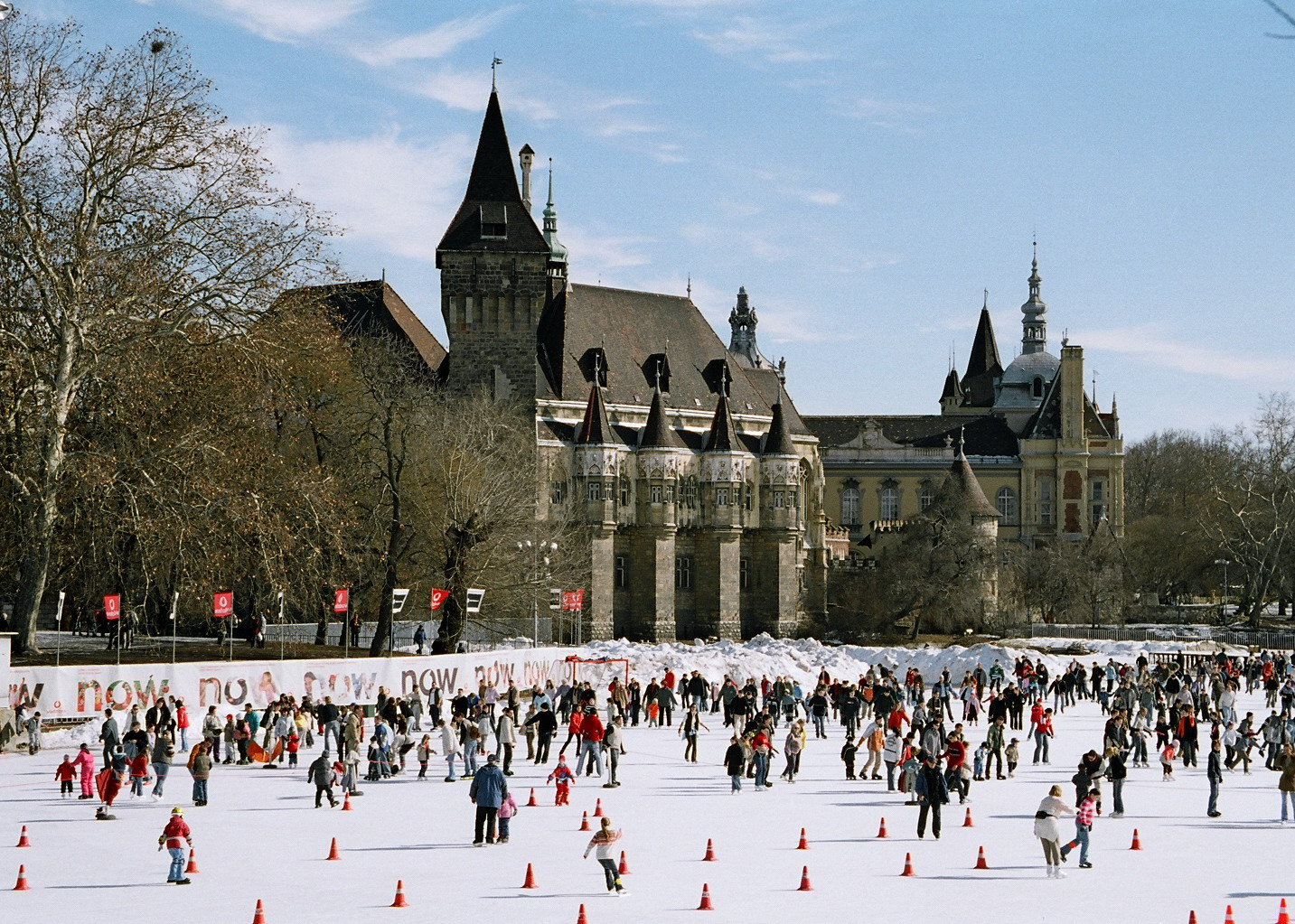
Schaatsen op het meer in het Stadspark, op de achtergrond de Vajdahunyadburcht
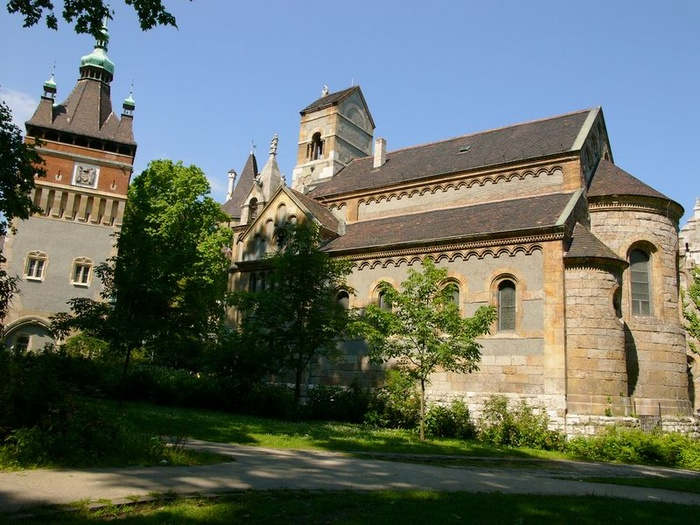
Vajdahunyadburcht
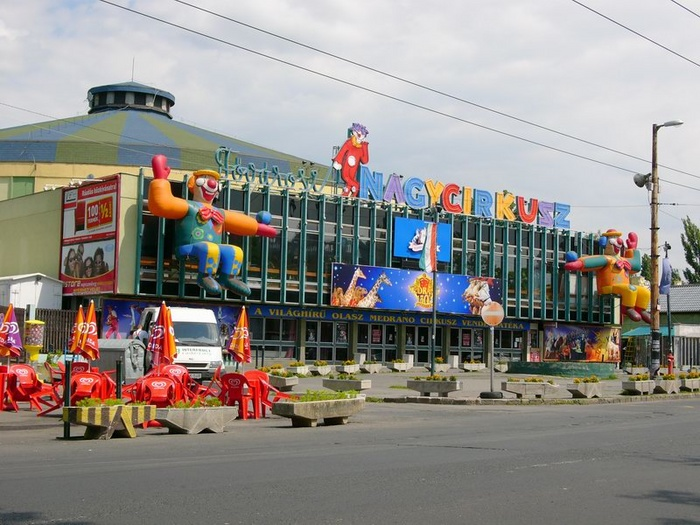
Nagycirkusz
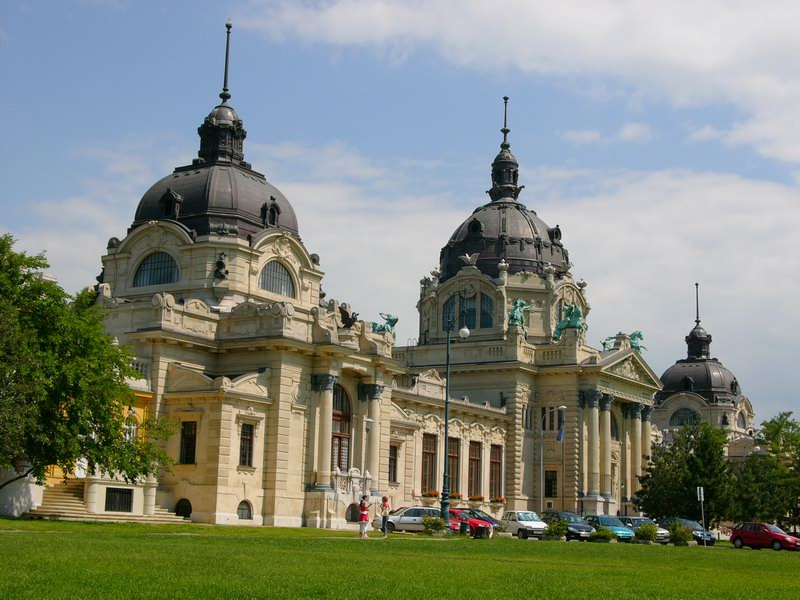
Széchenyibad